# Unicodeblock Birmanisch, erweitert-B
Der Unicodeblock Birmanisch, erweitert-B (engl. Myanmar Extended-B, U+A9E0 bis U+A9FF) enthält weitere Buchstaben für die südwestlichen Tai-Sprachen Shan und Tai Laing. Die meisten anderen Zeichen der birmanischen Schrift sind im Unicodeblock Birmanisch oder Unicodeblock Birmanisch, erweitert-A kodiert.

## Tabelle
| Unicodenummer  | Zeichen (400 %) | Kategorie                               | Bidirektionale Klasse       | Offizielle Bezeichnung                     | Beschreibung                                           |
| -------------- | --------------- | --------------------------------------- | --------------------------- | ------------------------------------------ | ------------------------------------------------------ |
| U+A9E0 (43488) | ꧠ               | anderer Buchstabe, Silbe oder Ideogramm | links nach rechts           | MYANMAR LETTER SHAN GHA                    | Birmanischer Buchstabe Shan-Gha                        |
| U+A9E1 (43489) | ꧡ               | anderer Buchstabe, Silbe oder Ideogramm | links nach rechts           | MYANMAR LETTER SHAN CHA                    | Birmanischer Buchstabe Shan-Cha                        |
| U+A9E2 (43490) | ꧢ               | anderer Buchstabe, Silbe oder Ideogramm | links nach rechts           | MYANMAR LETTER SHAN JHA                    | Birmanischer Buchstabe Shan-Jha                        |
| U+A9E3 (43491) | ꧣ               | anderer Buchstabe, Silbe oder Ideogramm | links nach rechts           | MYANMAR LETTER SHAN NNA                    | Birmanischer Buchstabe Shan-Nna                        |
| U+A9E4 (43492) | ꧤ               | anderer Buchstabe, Silbe oder Ideogramm | links nach rechts           | MYANMAR LETTER SHAN BHA                    | Birmanischer Buchstabe Shan-Bha                        |
| U+A9E5 (43493) | ꧥ                | Markierung ohne Extrabreite             | Markierung ohne Extrabreite | MYANMAR SIGN SHAN SAW                      | Birmanisches Zeichen Saw                               |
| U+A9E6 (43494) | ꧦ               | modifizierender Buchstabe               | links nach rechts           | MYANMAR MODIFIER LETTER SHAN REDUPLICATION | Birmanisches modifizierendes Shan-Zeichen "verdoppeln" |
| U+A9E7 (43495) | ꧧ               | anderer Buchstabe, Silbe oder Ideogramm | links nach rechts           | MYANMAR LETTER TAI LAING NYA               | Birmanischer Buchstabe Thai-Lai-Nya                    |
| U+A9E8 (43496) | ꧨ               | anderer Buchstabe, Silbe oder Ideogramm | links nach rechts           | MYANMAR LETTER TAI LAING FA                | Birmanischer Buchstabe Thai-Lai-Fa                     |
| U+A9E9 (43497) | ꧩ               | anderer Buchstabe, Silbe oder Ideogramm | links nach rechts           | MYANMAR LETTER TAI LAING GA                | Birmanischer Buchstabe Thai-Lai-Ga                     |
| U+A9EA (43498) | ꧪ               | anderer Buchstabe, Silbe oder Ideogramm | links nach rechts           | MYANMAR LETTER TAI LAING GHA               | Birmanischer Buchstabe Thai-Lai-Gha                    |
| U+A9EB (43499) | ꧫ               | anderer Buchstabe, Silbe oder Ideogramm | links nach rechts           | MYANMAR LETTER TAI LAING JA                | Birmanischer Buchstabe Thai-Lai-Ja                     |
| U+A9EC (43500) | ꧬ               | anderer Buchstabe, Silbe oder Ideogramm | links nach rechts           | MYANMAR LETTER TAI LAING JHA               | Birmanischer Buchstabe Thai-Lai-Jha                    |
| U+A9ED (43501) | ꧭ               | anderer Buchstabe, Silbe oder Ideogramm | links nach rechts           | MYANMAR LETTER TAI LAING DDA               | Birmanischer Buchstabe Thai-Lai-Dda                    |
| U+A9EE (43502) | ꧮ               | anderer Buchstabe, Silbe oder Ideogramm | links nach rechts           | MYANMAR LETTER TAI LAING DDHA              | Birmanischer Buchstabe Thai-Lai-Ddha                   |
| U+A9EF (43503) | ꧯ               | anderer Buchstabe, Silbe oder Ideogramm | links nach rechts           | MYANMAR LETTER TAI LAING NNA               | Birmanischer Buchstabe Thai-Lai-Nna                    |
| U+A9F0 (43504) | ꧰               | Dezimalziffer                           | links nach rechts           | MYANMAR TAI LAING DIGIT ZERO               | Birmanische Thai-Lai-Ziffer Null                       |
| U+A9F1 (43505) | ꧱               | Dezimalziffer                           | links nach rechts           | MYANMAR TAI LAING DIGIT ONE                | Birmanische Thai-Lai-Ziffer Eins                       |
| U+A9F2 (43506) | ꧲               | Dezimalziffer                           | links nach rechts           | MYANMAR TAI LAING DIGIT TWO                | Birmanische Thai-Lai-Ziffer Zwei                       |
| U+A9F3 (43507) | ꧳               | Dezimalziffer                           | links nach rechts           | MYANMAR TAI LAING DIGIT THREE              | Birmanische Thai-Lai-Ziffer Drei                       |
| U+A9F4 (43508) | ꧴               | Dezimalziffer                           | links nach rechts           | MYANMAR TAI LAING DIGIT FOUR               | Birmanische Thai-Lai-Ziffer Vier                       |
| U+A9F5 (43509) | ꧵               | Dezimalziffer                           | links nach rechts           | MYANMAR TAI LAING DIGIT FIVE               | Birmanische Thai-Lai-Ziffer Fünf                       |
| U+A9F6 (43510) | ꧶               | Dezimalziffer                           | links nach rechts           | MYANMAR TAI LAING DIGIT SIX                | Birmanische Thai-Lai-Ziffer Sechs                      |
| U+A9F7 (43511) | ꧷               | Dezimalziffer                           | links nach rechts           | MYANMAR TAI LAING DIGIT SEVEN              | Birmanische Thai-Lai-Ziffer Sieben                     |
| U+A9F8 (43512) | ꧸               | Dezimalziffer                           | links nach rechts           | MYANMAR TAI LAING DIGIT EIGHT              | Birmanische Thai-Lai-Ziffer Acht                       |
| U+A9F9 (43513) | ꧹               | Dezimalziffer                           | links nach rechts           | MYANMAR TAI LAING DIGIT NINE               | Birmanische Thai-Lai-Ziffer Neun                       |
| U+A9FA (43514) | ꧺ               | anderer Buchstabe, Silbe oder Ideogramm | links nach rechts           | MYANMAR LETTER TAI LAING LLA               | Birmanischer Buchstabe Thai-Lai-Lla                    |
| U+A9FB (43515) | ꧻ               | anderer Buchstabe, Silbe oder Ideogramm | links nach rechts           | MYANMAR LETTER TAI LAING DA                | Birmanischer Buchstabe Thai-Lai-Da                     |
| U+A9FC (43516) | ꧼ               | anderer Buchstabe, Silbe oder Ideogramm | links nach rechts           | MYANMAR LETTER TAI LAING DHA               | Birmanischer Buchstabe Thai-Lai-Dha                    |
| U+A9FD (43517) | ꧽ               | anderer Buchstabe, Silbe oder Ideogramm | links nach rechts           | MYANMAR LETTER TAI LAING BA                | Birmanischer Buchstabe Thai-Lai-Ba                     |
| U+A9FE (43518) | ꧾ               | anderer Buchstabe, Silbe oder Ideogramm | links nach rechts           | MYANMAR LETTER TAI LAING BHA               | Birmanischer Buchstabe Thai-Lai-Bha                    |